# Adrián Ramos
Gustavo Adrián Ramos Vásquez (nascut el 22 de gener de 1986), més conegut com a Adrián Ramos, és un futbolista professional colombià que juga com a davanter per l'América de Cali.